# Sojusz Robotniczo-Chłopski (Portugalia)
Sojusz Robotniczo-Chłopski (port. Aliança Operário-Camponesa, AOC) było to ugrupowanie utworzone przez Komunistyczną Partię Portugalii (marksistowsko-leninowską) pod przywództwem Eduíno Gomesa. AOC powstał 17 listopada 1974 roku i startował w wyborach w 1976 r. Otrzymał 15578 głosów (0.03%).
Sloganem wyborczym AOC było hasło: "Nie Kissinger, nie Breżniew. Narodowa niepodległość!" (Nem Kissinger, nem Brejnev, independência nacional!).